# Aenictus
Aenictus ist die einzige Gattung der Wanderameisen-Unterfamilie Aenictinae aus der Alten Welt. Sie besteht aus rund 134 Arten.

## Beschreibung
Bei Aenictus fehlt das komplexe Insektenauge. Die Antennen sind in zehn Abschnitte segmentiert. Die Individuen sind meistens kleiner als vier Millimeter.

## Vorkommen
Aenictus-Wanderameisen kommen im tropischen und subtropischen Afrika, Asien und im australischen Bundesstaat Queensland vor. In vielen Regionen kommt Aenictus zusammen mit Vertretern der Unterfamilie Dorylinae vor. Das Verbreitungsgebiet reicht bei Aenictus bis nach China und den Philippinen. Einige Arten kommen auch in Griechenland und Armenien vor.

## Lebensweise
Bislang ist über Biologie und Lebensweise von Aenictus-Wanderameisen sehr wenig bekannt. Dies rührt daher, dass nicht alle Arten wie jene der Dorylinae breit angelegte und weithin sichtbare Raubzüge unternehmen. Aenictinae-Ameisen attackieren häufig Wespen, andere Ameisen und Termiten. Sie unternehmen ihre Raubzüge anders als andere Wanderameisenarten bei Tag und bei Nacht.

## Systematik
In jüngerer Zeit werden neue Spezies der Unterfamilie Aenictinae entdeckt. Die Aenictinae bestehen aus einer Gattung mit 134 Arten und ca. 30 Unterarten, darunter folgende:
- Aenictus batesi
- Aenictus buttelreepeni
- Aenictus ceylonicus
- Aenictus clavatus
- Aenictus ceylonicus
- Aenictus eugenii
- Aenictus fergusoni
- Aenictus gibbosus
- Aenictus gracilis
- Aenictus hamifer
- Aenictus latiscapus
- Aenictus longi
- Aenictus martini
- Aenictus mutatus
- Aenictus steindachneri
- Aenictus sumatrensis
- Aenictus togoensis[2]